# Crypton Future Media
Crypton Future Media K.K. (クリプトン・フューチャー・メディア株式会社 ‚Kuriputon Fyūchā Media Kabushiki kaisha‘, englisch Crypton Future Media, Inc.) ist ein Medienunternehmen mit Sitz in Sapporo, Japan. Es entwickelt, importiert und verkauft Musikprodukte, wie zum Beispiel Soundgenerator-Software, gesamplete CDs und DVDs, Soundeffekte und Begleitmusik-Sammlungen. Das Unternehmen bietet zudem Dienstleistungen wie Onlineshopping, eine Online Community und Dienste für Mobiltelefone an.
Bekanntheit erlangte es vor allem durch seine Vocaloid Produktreihe, insbesondere die synthetische Gesangsstimme Hatsune Miku.

## Übersicht
Crypton begann 1995 mit dem Import von Audioprodukten und beteiligte sich an Entwicklung, Import und Verkauf von gesampleten CDs und DVDs, Soundeffekten und Sammlungen von Begleitmusik sowie Synthesizer-Anwendungen. Die größten Geschäftspartner in Japan sind unter anderen Musikgeschäfte, Computerfilialen und Softwarelieferanten.
Das Unternehmen lizenzierte seine Software folgenden Unternehmen:
- Herausgeber von Videospielen, wie Konami, Sega, Sony Computer Entertainment, Namco und Nintendo
- Öffentliche und private Rundfunkanstalten (Fernsehen, Radio und Kabel), wie NHK
- Software- und Hardware-Unternehmen, wie Apple, Dell und Microsoft
- Instrumentenbauer, wie Roland oder Yamaha Corporation
- Öffentliche Einrichtungen, beispielsweise Kommunalverwaltungen, das japanische Verteidigungsministerium und das japanische Ministerium für Bildung, Kultur, Sport, Wissenschaft und Technologie „MEXT“
- Bildungseinrichtungen, wie Sekundarschulen, Universitäten und Berufsschulen.

Crypton betätigt zudem eine Reihe von japanischen mobilen Webseiten, hauptsächlich für i-mode von NTT DoCoMo, EZweb von au by KDDI und Yahoo! Keitai von SoftBank Mobile, um Klingeltöne, Soundeffekte und sprachliche Klingeltöne zu verbreiten.
Eine Unterhaltungsfirma im Bereich Mobiltelefone in Israel, Eurocom Cellular Communications, ist weltweiter Partner von Crypton.
2010 wurde Crypton Future Media als Nummer 1 im Bereich der soundbezogenen Software bekannt gegeben, mit einem Marktanteil von 21,4 %.

## Vocaloid-Produkte und Dienstleistungen

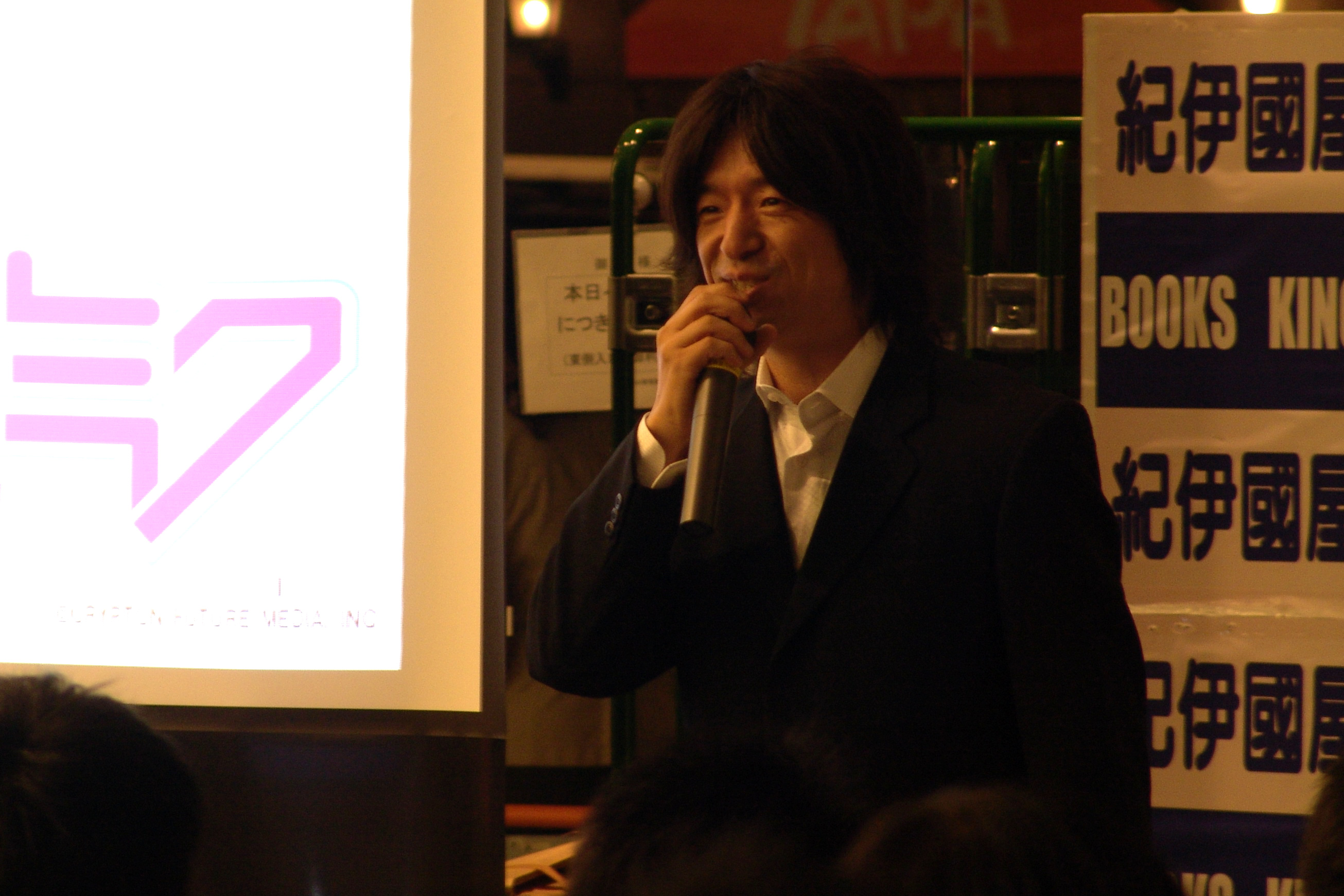
Am 12. Oktober 2008 hielt der Vorsitzende von Crypton, Hiroyuki Itō, im Café Scientifique in Sapporo eine Rede mit dem Titel Hatsune Miku Night – the diva transcending science

Crypton ist am besten bekannt für Produktion und Verkauf sprachsynthetischer Software für Computermusik. Dabei handelt es sich um Produkte für die Software Vocaloid, die von der Yamaha Corporation entwickelt wurde. Crypton Future Media wurde zudem beauftragt, englische Studios ausfindig zu machen und zu kontaktieren, um Empfehlungen für die englischsprachige Version der Vocaloid-Software zu erhalten. Die Firma veröffentlichte Meiko im Jahr 2004 und Kaito 2006. Die Herausgabe des ersten Produktes der Charakter Vocal Series, Hatsune Miku, die den aufgerüsteten Vocaloid2 verwendet, steigerte den Bekanntheitsgrad von Crypton enorm. Die zweiten und dritten Charaktere der Character Vocal Series sind Kagamine Rin und Len sowie Megurine Luka.
Weil die Beliebtheit der besagten Vocaloids stieg, startete Crypton die Website Piapro und Kiite, um von Fans erstellte Inhalte hochzuladen. Piapro dient außerdem als universeller Markenname aller Vocaloid-Produkte, die von Crypton entwickelt wurden.
Außerdem gründete Crypton ein eigenes Musiklabel „KarenT“, um die Lieder gesungen von Vocaloid-Gesangsstimmen zu verkaufen. KarenT bezeichnet sich selbst als das größte Musiklabel für Musik mit synthetischen Gesangsstimmen.
Für die Vocaloid-Produkte wurde dem Unternehmensvorsitzende Hiroyuki Itō vom japanischen Staat die Ehrenmedaille am Blauen Band verliehen, mit der Personen, die sich um die Verbesserung des Gemeinwohls und der Bildung verdient gemacht haben, honoriert werden.
Crypton ist außerdem Inhaber des Online-Software-Händlers Sonicwire und der Audiosoftware Mutant.
Crypton engagiert sich stark für die Region Hokkaido, in welcher auch der Firmensitz liegt. So bieten sie beispielsweise ein 360 Grad Kino im New Chitose Airport an, in dem Filme über die Region zu sehen sind, sowie einen Online Reiseführer namens Giggle.
Seit 2018 organisiert Crypton in regelmäßigen Abständen das Hatsune Miku Charity Project, bei dem sie Spenden für Opfer von Naturkatastrophen sammeln. Bis zum Ende 2022 wurden bereits 4,819,427 ¥ (31.185 €) gesammelt.
Mit SONOCA startete Crypton im Jahr 2017 ein neuartiges Projekt. Dabei versucht es einen Nachfolger der CD zu entwickeln, der ein physisches Objekt mit Streaming verbinden soll. Dabei handelt es sich um eine physische Karte die an mobile Geräte gehalten werden kann, damit auf diesen mit der Karte gekaufte Album über eine spezielle App angespielt werden kann. So kann das Album anschließend bequem per Handy gestreamt werden, gleichzeitig wird ein physisches Objekt beibehalten. Die ersten Karten wurden im gleichen Jahr verschickt.

### Vocaloid-Produkte
Kaito wurde als einzige Version verkauft, die die Vocaloid 1.1-Engine verwendete; die vorhergehenden Vocaloids wurden als Vocaloid 1.0 verkauft, mit denen auch er geliefert wurde. Jedoch benötigte er den zusätzlichen Vocaloid 1.1.2-Patch, um auf der Vocaloid 1.0-Engine arbeiten zu können. Später wurde ein Patch herausgegeben, um alle Vocaloids auf Vocaloid 1.1.2 zu aktualisieren. Hinzu kamen neue Funktionen der Software, obwohl es Unterschiede zwischen den Ausgabe-Ergebnissen der Engine gab. Obwohl Kaito und Meiko Japaner waren und nach japanischem Lautsystem gesungen haben, wurde die Hauptschnittstelle der englischen und der japanischen Vocaloids in Englisch geschrieben.
Aufgrund des Erfolgs, eine Figur auf der Verpackung von Meiko darzustellen, wurde das Konzept auf ihren Nachfolger Kaito und die späteren Vocaloids übertragen, um Kreativität anzuregen; jedoch hatte ursprünglich keine Verpackungsgestaltung die Ansicht, den jeweiligen Vocaloid zu repräsentieren. Obwohl Meiko gute Verkaufszahlen erreichte, war Kaito der einzige, der anfänglich beim Verkauf scheiterte, da es bis kurz nach Kaitos Veröffentlichung kaum Nachfrage nach männlichen Stimmen gab. Jedoch gingen die Verkaufszahlen schließlich in die Höhe und Kaito gewann kurz darauf die Nico Nico Douga Auszeichnung für den zweitbesten Verkauf im Jahr 2008. Zur Diskussion steht angeblich derzeit ein Update von Meiko und Kaito. Mehrere aufgerüstete sprachliche Wörter für Kaito wurden bereits aufgezeichnet.
April 2011 wurde bestätigt, dass sechs Aufzeichnungen für Kaito aufgenommen wurden. Zwei davon wurden wieder fallen gelassen, die restlichen vier wurden weiter verwendet; eine hat bereits die Alpha-Version erreicht. Die Charakterstimmen (Hatsune Miku, Kagamine Rin/Len und Megurine Luka) wurden von den Gesangsaufführungen ihrer Stimmengeber verwendet, bei Kaito wurden jedoch zusätzlich Echo, Kraft und Spannung hinzugefügt.
| Produkt | Sprache   | Geschlecht | verwendete Originalstimme | Erscheinungsdatum |
| ------- | --------- | ---------- | ------------------------- | ----------------- |
| Meiko   | Japanisch | weiblich   | Meiko Haigō               | 5. November 2004  |
| Kaito   | Japanisch | Männlich   | Naoto Fūga                | 17. Februar 2006  |

### Vocaloid2-Produkte
Am 31. August 2007 gab Crypton Hatsune Miku heraus. Der zweite der Charakter Vocal Series war der erste duale Vocaloid Kagamine Len und Kagamine Rin, ein japanischer Mann und eine japanische Frau. Am 18. Juli 2008 erschien die aufgerüstete Edition von Kagamine Rin und Len, genannt „act2“. Für einen Zeitraum konnten die Nutzer, welche die alte Version gekauft hatten, die neue Version kostenlos erhalten. Am 18. Juni 2008 erschienen im offiziellen Blog des Unternehmens Beta-Beispiellieder, die die neue Version verwenden. Auf der Entwicklungsdisk wurde eine vollkommen unterschiedliche Software verwendet, die die ursprüngliche Version von Rin/Len in keiner Weise nachahmt. Sie gibt dem Nutzer die Möglichkeit, entweder die alte oder die neue Stimmenart zu verwenden oder beide zu kombinieren. Crypton Future Media hat schließlich den Verkauf ihres alten Kagamine Vocaloids beendet, sodass es nicht mehr länger möglich ist, ihn zu erwerben.
Am 30. April 2010 wurde eine aufgerüstete Version von Miku, genannt Hatsune Miku Append, herausgegeben; sie beinhaltet ein Bündel von sechs verschiedenen Tönen von Mikus Stimme: Sweet („enthält viele Seufzer, süß flüsternd“), Dark („ausgeglichenen, leicht melancholisch“), Soft („sanft und anmutig“), Light („lebhaft, kräftig und hell“), Vivid („deutlich und klar wie bei Sprechübungen“) und Solid („steif und angespannt“). Crypton Future Media veröffentlichte zudem Kagamine Rin/Len Append am 27. Dezember 2010.
Das dritte Produkt von Cryptons Charakter Vocal Series ist Megurine Luka, der erste bilinguale (zweisprachige) Vocaloid.
| Produkt                           | Sprache                | Geschlecht                    | verwendete Originalstimme | Erscheinungsdatum |
| --------------------------------- | ---------------------- | ----------------------------- | ------------------------- | ----------------- |
| Hatsune Miku (CV01)               | Japanisch              | weiblich                      | Saki Fujita               | 31. Aug. 2007     |
| Kagamine Rin und Len (CV02)       | Japanisch              | weiblich (Rin) männlich (Len) | Asami Shimoda             | 27. Dez. 2007     |
| Kagamine Rin und Len (CV02) Act.2 | Japanisch              | weiblich (Rin) männlich (Len) | Asami Shimoda             | 18. Juli 2008     |
| Megurine Luka (CV03)              | Japanisch und Englisch | weiblich                      | Yū Asakawa                | 30. Jan. 2009     |
| Hatsune Miku Append               | Japanisch              | weiblich                      | Saki Fujita               | 30. Apr. 2010     |
| Kagamine Rin und Len Append       | Japanisch              | weiblich (Rin) männlich (Len) | Asami Shimoda             | 27. Dez. 2010     |

Crypton arbeitet (Stand: 2010) an einem „Project if…“ mit einer rätselhaften, kindlichen Stimme. Im Lied Ido e Itaru Mori e Itaru Ido der japanischen Rockgrupp Sound Horizon wurde zusätzlich zu Hatsune Miku ein junger, männlich klingender Prototyp des „Project if…“ verwendet, der bislang nur unter dem Namen „Junger März_Prototype β“ bekannt ist.

### Vocaloid 3-Produkte
Ab 2013 begann Crypton mit der Veröffentlichung von Vocaloid-Produkten basierend auf der dritten Generation der Software.
| Produkt                 | Sprache                | Geschlecht | verwendete Originalstimme | Erscheinungsdatum |
| ----------------------- | ---------------------- | ---------- | ------------------------- | ----------------- |
| KAITO V3                | Japanisch und Englisch | männlich   | Naoto Fūga                | 15. Feb. 2013     |
| Hatsune Miku V3 English | Englisch               | weiblich   | Saki Fujita               | 31. Aug. 2013     |
| Hatsune Miku V3         | Japanisch              | weiblich   | Saki Fujita               | 26. Sep. 2013     |
| MEIKO V3                | Japanisch und Englisch | weiblich   | Meiko Haigo               | 4. Feb. 2014      |

### Vocaloid 4-Produkte
Crypton entwickelte ebenfalls überarbeitete Versionen für Vocaloid 4, diese unterstützten erstmals E.V.E.C., eine neue Funktion des Vocaloid 4 Editors um den Gesang dynamischer klingen zu lassen. Die Unterstützung wird durch das „X“ im Namen gekennzeichnet.
Alle Vocaloid-4 Produkte wurden zusammen mit den Programmen Piapro Studio (einem einfachen Editor für die Stimmen), und OneStudio Artist verkauft.
Mit „Hatsune Miku 4V Chinese“ wurde erstmalig eine Chinesische Gesangsstimme von Crypton veröffentlicht.
| Produkt                     | Sprache                | Geschlecht            | verwendete Originalstimme | Erscheinungsdatum  |
| --------------------------- | ---------------------- | --------------------- | ------------------------- | ------------------ |
| Megurine Luka V4X           | Japanisch und Englisch | Weiblich              | Yū Asakawa                | 19. März 2015      |
| Kagamine Rin/Len V4X        | Japanisch              | Männlich und weiblich | Asami Shimoda             | 24. Dezember 2015  |
| Kagamine RIN/Len V4 English | Englisch               | Männlich und weiblich | Asami Shimoda             | 24. Dezember 2015  |
| Hatsune Miku V4X            | Japanisch              | Weiblich              | Saki Fujita               | 30. August 2016    |
| Hatsune Miku V4 English     | Englisch               | Weiblich              | Saki Fujita               | 30. August 2016    |
| Hatsune Miku V4 Chinese     | Chinesisch             | Weiblich              | Saku Fujita               | 10. September 2017 |

### Piapro Studio NT-Produkte & Eigenständigkeit
2019 gab Crypton Future Media bekannt nicht mehr länger mit der Vocaloid Software von Yamaha zu arbeiten, stattdessen würden sie ihren eigenen Editor auf den Markt bringen. Dies entstand vermutlich als Reaktion auf die wachsende Beliebtheit von Hatsune Miku, da Crypton einen Teil des Gewinns an Yamaha abgeben musste. Am 25. Dezember 2019 (Weihnachten) wurde Hatsune Miku NT angekündigt, welche auf dem eigenständigen Programm Piapro Studio NT basiert. „NT“ steht hierbei für „New Type“. Die Software wurde am 27. November 2020 veröffentlicht.
Auch alle anderen Charaktere bekommen eine NT-Neuveröffentlichung und sind bereits in der Beta-Version wie im Jahr 2021 bekannt wurde. Das Handyspiel Hatsune Miku: Colorful Stage nutzt diese bereits.
Diese Entwicklung lässt sich auch in anderen Bereichen erkennen. Während Crypton anfangs bei Konzerten vor allem mit dem Computerspiel-Hersteller Sega zusammenarbeitete, werden neuere Konzerte größtenteils von Crypton selbst animiert. Dabei nutzen sie ihre hauseigene R3 Software.
| Produkt         | Sprache   | Geschlecht | verwendete Originalstimme | Erscheinungsdatum |
| --------------- | --------- | ---------- | ------------------------- | ----------------- |
| Hatsune Miku NT | Japanisch | Weiblich   | Saki Fujita               | 25. Dezember 2020 |